# Wiesław Brodowski
Wiesław Brodowski (ur. 30 października 1949) – polski samorządowiec, menedżer i inżynier, w latach 1994–1998 wicewojewoda lubelski.

## Życiorys
Pochodzi ze Studzianek. Ukończył studia o specjalności technologia budowy maszyn w Wyższej Szkole Inżynierskiej w Lublinie, kształcił się podyplomowo w Wyższej Szkole Przedsiębiorczości i Administracji w Lublinie. Po studiach do 1990 pracował w Fabryce Łożysk Tocznych w Kraśniku jako technolog maszyn, programista i kierownik wydziału. Złożył wówczas kilkanaście projektów racjonalizatorskich. Następnie do 1993 był członkiem zarządu firmy Montex.
Działał w Związku Młodzieży Socjalistycznej i Polskiej Zjednoczonej Partii Robotniczej, od 1986 do 1990 był sekretarzem w Komitecie Wojewódzkim PZPR w Lublinie. Następnie związał się z SdRP i SLD. Od 16 marca 1994 do 28 stycznia 1998 pełnił funkcję wicewojewody lubelskiego. W 1997 kandydował do Senatu w okręgu lubelskim (zajął 3 miejsce na 10 pretendentów). Rok później uzyskał mandat w radzie miejskiej Lublina (był też wówczas kandydatem na prezydenta miasta). W międzyczasie zatrudniony w Cukrowni Krasnystaw i jako wiceprezes zakładów energetycznych Lubzel, powrócił też do zarządu Montexu. W 2002 ubiegał się o urząd prezydenta Lublina (w drugiej turze przegrał z Andrzejem Pruszkowskim, zdobywając 35% głosów). Później pracował jako dyrektor przedsiębiorstwa energetycznego i w Elektrociepłowni Lublin-Wrotków.
Żonaty z Jolantą, ma dwie córki. Związany z MKS Lublin, wchodzi w skład Rady Nadzorczej.
Odznaczony Złotym Krzyżem Zasługi (1997) oraz Krzyżem Kawalerskim Orderu Odrodzenia Polski (2005).